# Пітер Гелдерлус
Пітер Гелдерлус (англ. Peter Gelderloos; нар. 13 серпня 1982, Морріставн (Нью-Джерсі), США) — американський анархіст, активіст і публіцист.

## Біографія
Народився в Моррістауні, Нью-Джерсі; пізніше жив в Токіо, Сеулі, Ташкенті. Вивчав літературу, іноземні мови і антропологію в Університеті Джеймса Медісона, але не закінчив освіту.
Співпрацював з організацією Anti-Capitalist Convergence в рамках антивоєнних протестів S29 у Вашингтоні, США. Був учасником акцій протесту проти ВЕФ. Брав участь у студентському самоврядуванні, активно співпрацював з об'єднанням студентів United Students Against Sweatshops і Товариством прав людини Узбекистану. Відіграв важливу роль в організації акцій Food not bombs і формуванні 181 Collective Space, анархістського центру в Гаррісонбурзі.
Один із засновників сайту Signal Fire.
Широку популярність здобув завдяки книзі «Як ненасильство захищає державу» (англ. How Nonviolence Protects the State).

## Арешти
Був заарештований у 2001 році під час протестної акції в Джорджії, в Інституті західної півкулі зі співробітництва у сфері безпеки (відомому також як Школа Америк) — закладі, що тренує американських і південноамериканських солдатів і поліцейських. Відсидів у в'язниці 6 місяців.
У травні 2007 року Гелдерлоос був заарештований в Іспанії і звинувачений в організації заворушень і несанкціонованої демонстрації під час акції протесту сквоттерів. Після того, як справа набула міжнародного розголосу, покарання пом'якшили. У березні 2009 року звинувачення визнали безпідставним, і Гелдерлуса з товаришем Ксав'єром Мазасом виправдали й звільнили.

### Книжки
- Anarchy Works. — San Francisco : Ardent Press, 2010.
- To Get to the Other Side: a journey through Europe and its anarchist movements. — 2010.
- Sousa in the Echo Chamber. — Homebound Books, 2009.
- How Nonviolence Protects the State. — Boston : South End Press, 2007.
- Consensus:  A New Handbook for Grassroots Social, Political, and Environmental Groups. — Tucson : See Sharp Press, 2006.
- How Nonviolence Protects the State [first edition]. — Harrisonburg : Signalfire Press, 2005.
- What is Democracy?. — Tucson : See Sharp Press, 2004.

### Переклади українською
- Ненасильство неефективне // Спільне, 30 листопада 2010.